# 벨린다 (위성)

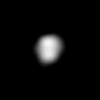
벨린다

벨린다(Belinda)는 천왕성의 위성이다. 지름은 약 90 km이고 천왕성의 위성 중 10번째로 크다. 보이저 2호가 발견했다.

## 같이 보기
- 천왕성의 위성